# نخل شکر تبتی
نخل شکر تبتی (نام علمی: Arenga micrantha) نام یک گونه از سرده شکرنخل‌ها است.